# William Jones (remero)
William Jones (6 de diciembre de 1924-7 de agosto de 2014) fue un deportista uruguayo que compitió en remo. Participó en los Juegos Olímpicos de Londres 1948, obteniendo una medalla de bronce en la prueba de doble scull.

## Palmarés internacional
| Juegos Olímpicos | Juegos Olímpicos      | Juegos Olímpicos  | Juegos Olímpicos |
| Año              | Lugar                 | Medalla           | Prueba           |
| ---------------- | --------------------- | ----------------- | ---------------- |
| 1948             | Londres (Reino Unido) | Medalla de bronce | Doble scull      |